# 33872 Kristichung
33872 Kristichung este o planetă minoră (asteroid), cu un diametru de 3,473 km, din centura de asteroizi. A fost descoperită pe 7 mai 2000 la Experimental Test Site⁠(d) de Lincoln Near-Earth Asteroid Research. 
Obiectul prezintă o orbită caracterizată de o semiaxă mare de 2,5541985 UAi, o excentricitate de 0,18, o înclinație de 5,07173 ° în raport cu ecliptica.